# National Institutes of Health

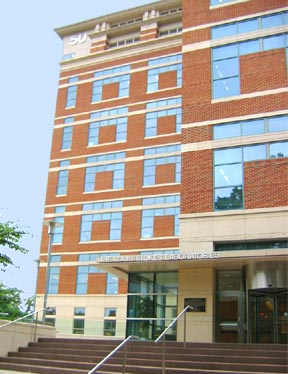
Building 50 van NIH

De National Institutes of Health (NIH) zijn een instelling van de federale overheid van de Verenigde Staten. Het NIH bestaat uit een groot aantal instituten en centra. Deze leggen zich alle op geneeskundig onderzoek toe.  In de verschillende instituten wordt naar de verschillende ziekten onderzoek gedaan, ieder instituut heeft zijn eigen specialisme. De verschillende centra zijn in de verschillende aspecten, die met de geneeskunde samenhangen, gespecialiseerd. Bijvoorbeeld in de informatietechnologie, toegespitst op de geneeskunde. De hoofdvestiging en de meeste andere instituten zijn in Bethesda, in de deelstaat Maryland, gevestigd.
De National Library of Medicine NLM, onderdeel van de NIH, is 's werelds grootste medische bibliotheek.